# Allgemeine Motorwagen
Die Allgemeine Motorwagen GmbH war eine Patentverwertungsgesellschaft mit Sitz in Berlin, welcher ein Motorwagen Vertrieb und Verleih angegliedert war. Ihre Fahrzeuge wurden unter der Marke AMG angeboten.

## Unternehmensgeschichte
Max von Duttenhofer Aufsichtsratsvorsitzender und Wilhelm Lorenz Aufsichtsratsmitglied der Daimler-Motoren-Gesellschaft schloss 1897 hinter Gottlieb Daimlers Rücken einen Pakt mit Adolf Altmann (1850–1905), Inhaber der Ad. Altmann & Comp G.m.b.H in Berlin, die seit 1879 Stationärmotoren für die Landwirtschaft herstellte. Ziel war es eine neu Produktionsstätte für Motorwagen zu etablieren. So wurde 1897 unter Beteiligung von Rüstungsindustriellen, zu denen Heinrich Ehrhardt, Emil Rathenau und Frederick Richard Simms gehörten, die Allgemeine Motorwagen G.m.b.H. gegründet. Die Verwaltung war in der Luisenstraße 37 in Berlin angesiedelt. Im Rennsport war die AMG mit ihren Daimler Fahrzeugen sehr erfolgreich. Im Sommer 1898 wurde ein Verleih von Fahrzeugen eröffnet.

Am 3. November 1898 wurde das Unternehmen in die Motorfahrzeug- und Motorenfabrik Berlin AG umfirmiert, in welcher die Ad. Altmann & Comp G.m.b.H. aufging.

## Fahrzeuge
Die Fahrzeuge verfügten wahlweise über einen Benzin- oder einen Elektromotor. Dazu wurden teilweise Patentrechte der Daimler-Motoren-Gesellschaft verwendet.